# Tấn Hề Tề
Tấn Hề Tề (chữ Hán: 晉奚齊, 665 TCN - 651 TCN), tên thật là Cơ Hề Tề (姬奚齊), là vị vua thứ 20 của nước Tấn - chư hầu nhà Chu trong lịch sử Trung Quốc.

## Thân thế
Cơ Hề Tề là con thứ của Tấn Hiến công – vua thứ 19 nước Tấn. Mẹ ông là Ly Cơ – con gái nước Nhung.

## Được lập thế tử
Năm 672 TCN, Tấn Hiến công đánh bộ tộc người Nhung, bắt được Ly Cơ và em gái Ly Cơ. Do những người vợ trước đã qua đời nên Tấn Hiến công sủng ái cả hai chị em Ly Cơ. Năm 665 TCN, Ly Cơ sinh ra Hề Tề.
Tấn Hiến công có nhiều con trai đã lớn, trong số đó có ba người tài giỏi và có đức hạnh nhất là Cơ Trùng Nhĩ (姬重耳), Cơ Di Ngô (姬夷吾) và thế tử Cơ Thân Sinh (姬申生). Vì yêu Ly Cơ, Tấn Hiến công muốn phế Thân Sinh để lập Hề Tề.
Năm 655 TCN, Hề Tề lên 11 tuổi. Ly Cơ dùng kế vu cho thế tử Thân Sinh âm mưu ám hại vua cha. Tấn Hiến công nổi giận sai người bắt Thân Sinh. Thân Sinh tự sát. Tấn Hiến công chính thức lập Hề Tề làm thế tử và đuổi Trùng Nhĩ cùng Di Ngô ra nước ngoài.

## Vua bị giết
Năm 651 TCN, Hề Tề lên 15 tuổi. Tháng 9 năm đó, vua cha Tấn Hiến công qua đời. Trước khi mất Hiến công ủy thác Hề Tề cho Tuân Tức. Hề Tề trở thành vua mới.
Tuy nhiên, các đại thần là phe cánh của 3 công tử Thân Sinh, Trùng Nhĩ và Di Ngô không đồng tình lập Hề Tề làm vua.
Trong lúc chưa chôn cất Tấn Hiến công, Hề Tề vẫn mặc áo tang ra trông coi thi hài cha. Tháng 10 năm đó, đại phu Lý Khắc mang quân đánh vào nhà để tang và giết chết Hề Tề.
Hề Tề ở ngôi chỉ được 1 tháng, thọ 15 tuổi. Tuân Tức lập em ông là Trác Tử làm vua Tấn mới.